# Rogožnjača
Rogožnjača  (mađ. Gyékényes, Gyékényes tanya) je selo u jugoistočnoj Mađarskoj.

## Zemljopisni položaj
4 je kilometra južno od uže jezgre Jankovca, Borota (Gospodska Pustara, Velika Pustara) i Hrđavica su zapadno, Salašica je istočno, Miljkut je jugoistočno, Tataza i Matević su jugozapadno.

## Upravna organizacija
Nalazi se u jankovačkoj mikroregiji u Bačko-kiškunskoj županiji. Upravno pripada naselju Jankovcu, a uz ovo selo to su još i Hrđavica (mađ. Hergyevica, od 1905. do 2000-ih Kovács-tanyák), Kecskés, Kiserdő, Parcelok, Gebeljaroš (mađ. Göböljárás), a nekada i Mirgeš (mađ. Mérges) i Šimlak (mađ. Sömlék).
Poštanski broj je 6440.
2001. je godine Rogožnjača bila bez stalnih stanovnika odnosno stanovnika koji ovdje imaju prijavljeni stalni boravak, ali je imala 12 stambenih objekata.

## Promet
Nalazi se uz željezničku prometnicu koja vodi od Olaša preko Fertova i Jankovca ka Miljkutu i Aljmašu.